# Zaostriv, Pereiaslav-Hmelnițki
Zaostriv (în ucraineană Заострів) este un sat în comuna Prîstromî din raionul Pereiaslav-Hmelnițki, regiunea Kiev, Ucraina.

## Demografie
Componența lingvistică a localității Zaostriv
     Ucraineană (100%)
Conform recensământului din 2001, toată populația localității Zaostriv era vorbitoare de ucraineană (100%).